# 亞伯達省司法暨法務廳
亞伯達省司法暨法務廳（英語：Ministry of Justice and Solicitor General of Alberta）為亞伯達省內閣下屬部門，負責向亞伯達省政府提供法律意見（作為司法廳長）和監察省級執法機構（作為法務廳長）。該廳於2012年通過合併該省的司法暨律政廳（Ministry of Justice and Attorney General）與法務暨公眾安全廳（Ministry of the Solicitor General and Public Security）而設立。
自2022年2月25日起，亞省司法暨法務廳長為桑德羅（Tyler Shandro）。

## 廳長列表
- 丹尼士（Jonathan Denis） 2012-2015
- 甘利（Kathleen Ganley） 2015-2019
- 史懷哲（Doug Schweitzer） 2019-2020
- 馬杜[1][2]（Kaycee Madu） 2020-2022
- 桑德羅[3]（Tyler Shandro） 2022年至今

有關此前兩個不同職位的廳長名單，請參見：
- 亞伯達省司法暨律政廳長（英语：List of Alberta provincial ministers#Minister of Justice and Attorney General）（Minister of Justice and Attorney General）
- 亞伯達省法務暨公眾安全廳長（英语：List of Alberta provincial ministers#Solicitor General and Minister of Public Security）（Solicitor General and Minister of Public Security）